# Litsea xanthophylla
Litsea xanthophylla är en lagerväxtart som beskrevs av Jacob Gijsbert Boerlage. Litsea xanthophylla ingår i släktet Litsea och familjen lagerväxter. Inga underarter finns listade i Catalogue of Life.